# Aelfflaed
Aelfflaed, Elfled, Ælfflæd je anglosasko žensko ime. Ovo je popis osoba na koje se može odnositi:
- sveta Elfled Whitbyjska (654. – 713.), kćer kralja Osvija Bernicijskog
- Elfled Mercijska, kćer mercijskog kralja Offe, supruga kralja Ethelreda I. Northumbrijskog
- Elfled od Wessexa, supruga Edvarda Starijeg, mati kralja Ælfwearda i Edvina